# Cosmosoma myrodora
Cosmosoma myrodora är en fjärilsart som beskrevs av Dyar 1907. Cosmosoma myrodora ingår i släktet Cosmosoma och familjen björnspinnare. Inga underarter finns listade i Catalogue of Life.

## Bildgalleri

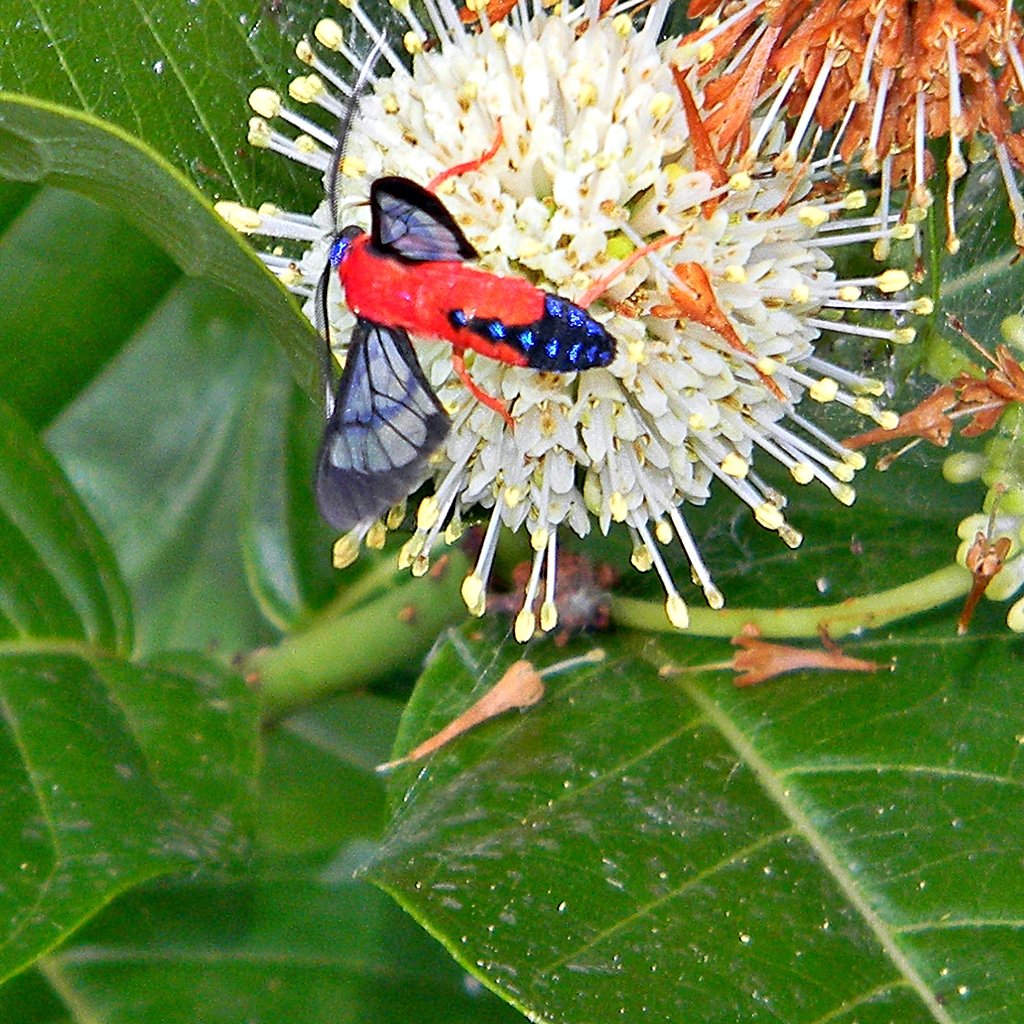